# Via Emilia
La via Emilia (lat. via Aemilia) era una strada romana fatta costruire dal console Marco Emilio Lepido per collegare in linea retta Ariminum  (Rimini) con Placentia (Piacenza). La sua rilevanza per i traffici commerciali delle aree che attraversava si è ripercossa fino ai tempi moderni: la strada statale SS 9 porta infatti lo stesso nome.

## Storia

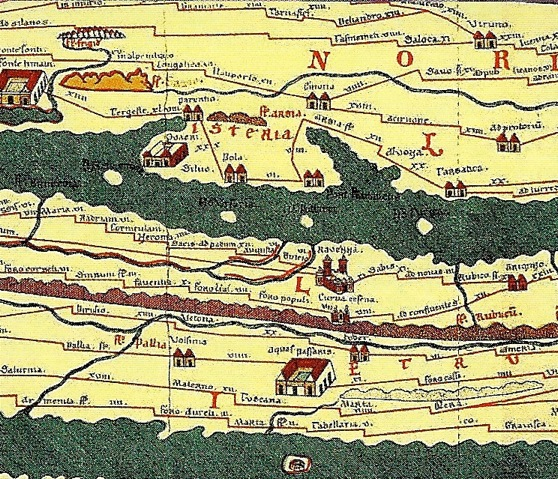
La via Emilia come appare nella Tabula Peutingeriana. Al di qua del mare, che in questa riproduzione è di colore verde, si legge «Ravenna». Ancora più in basso è tracciata la via Emilia. Sono visibili i toponimi latini delle città toccate dal percorso: Caesena, Forum Popilii, Forum Livii, Faventia, Forum Cornelii.

L'Italia settentrionale era conosciuta dai Romani durante l'epoca repubblicana come Gallia Cisalpina. La Gallia Cisalpina comprendeva la Pianura Padana, di gran lunga la più grande pianura fertile della penisola italica e perciò il più ampio territorio coltivabile d'Italia. Conquistando quest'area i Romani avrebbero avuto l'opportunità di accrescere enormemente la propria popolazione e le proprie risorse economiche.
I Romani sottomisero i Galli della Pianura Padana attraverso una serie di campagne militari alla fine del III secolo a.C. La costruzione di una via militare che collegasse Roma a Fano e Rimini al fine di agevolare i movimenti dell'esercito verso nord fu completata già nel 220 a.C. (via Flaminia); invece la via Emilia sarebbe stata costruita solo nel secolo seguente: l'espansione romana fu infatti ritardata di circa venti anni a causa della seconda guerra punica.
Con l'invasione dell'Italia da parte dei cartaginesi guidati da Annibale (218-203 a.C.) Roma perse il controllo della Pianura Padana; molte tribù di recente sottomissione (come i Boi e gli Insubri) si ribellarono e si unirono alle forze di Annibale nella speranza di riottenere la propria indipendenza. Solo nel 189 a.C. l'ultima resistenza dei Galli fu vinta con la conquista di Bona, l'odierna Bologna: nello stesso anno Roma avviò la costruzione della strategica via Emilia. L'arteria venne completata nel 187 a.C.
Inoltre, in quel periodo la colonia di Placentia era circondata da stanziamenti di Galli Boi che, nonostante la sconfitta, non avevano voluto firmare la pace con Roma: il pericolo di rivolte era quindi reale. La strada militare rettilinea fu dunque portata fino a Placentia per consentire il rapido spostamento dell'esercito nel caso di eventuali rivolte boiche.

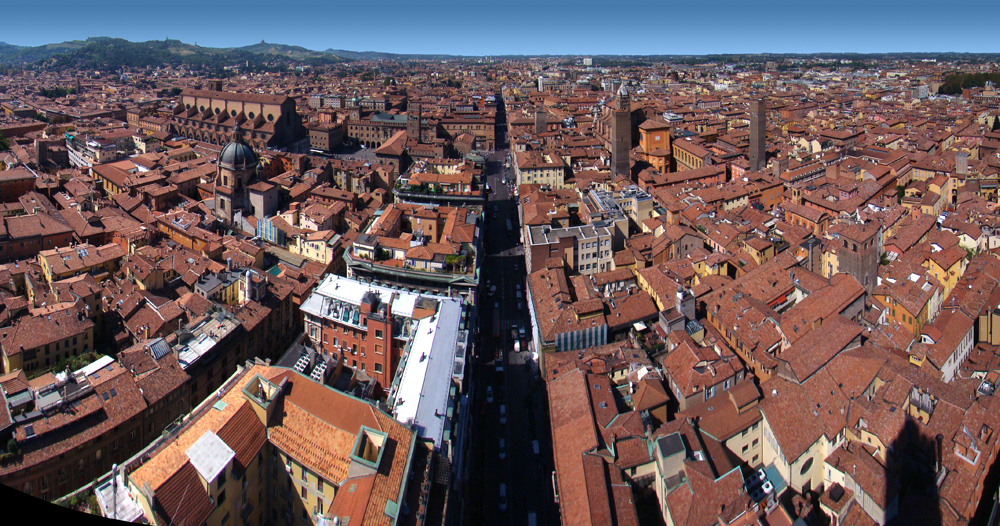
La via Emilia attraversa la moderna Bologna.

Il punto di inizio della via Emilia coincideva dunque con quello finale della via Flaminia, strada consolare che partiva da Roma e terminava a Rimini, dove intersecava la via Popilia (a Rimini la via Emilia attraversava il fiume Marecchia grazie al ponte di Tiberio). Inoltre, a Piacenza la via Emilia si intersecava con la via Postumia, che collegava i porti di Genova ed Aquileia, lo scalo romano più importante dell'alto Adriatico.

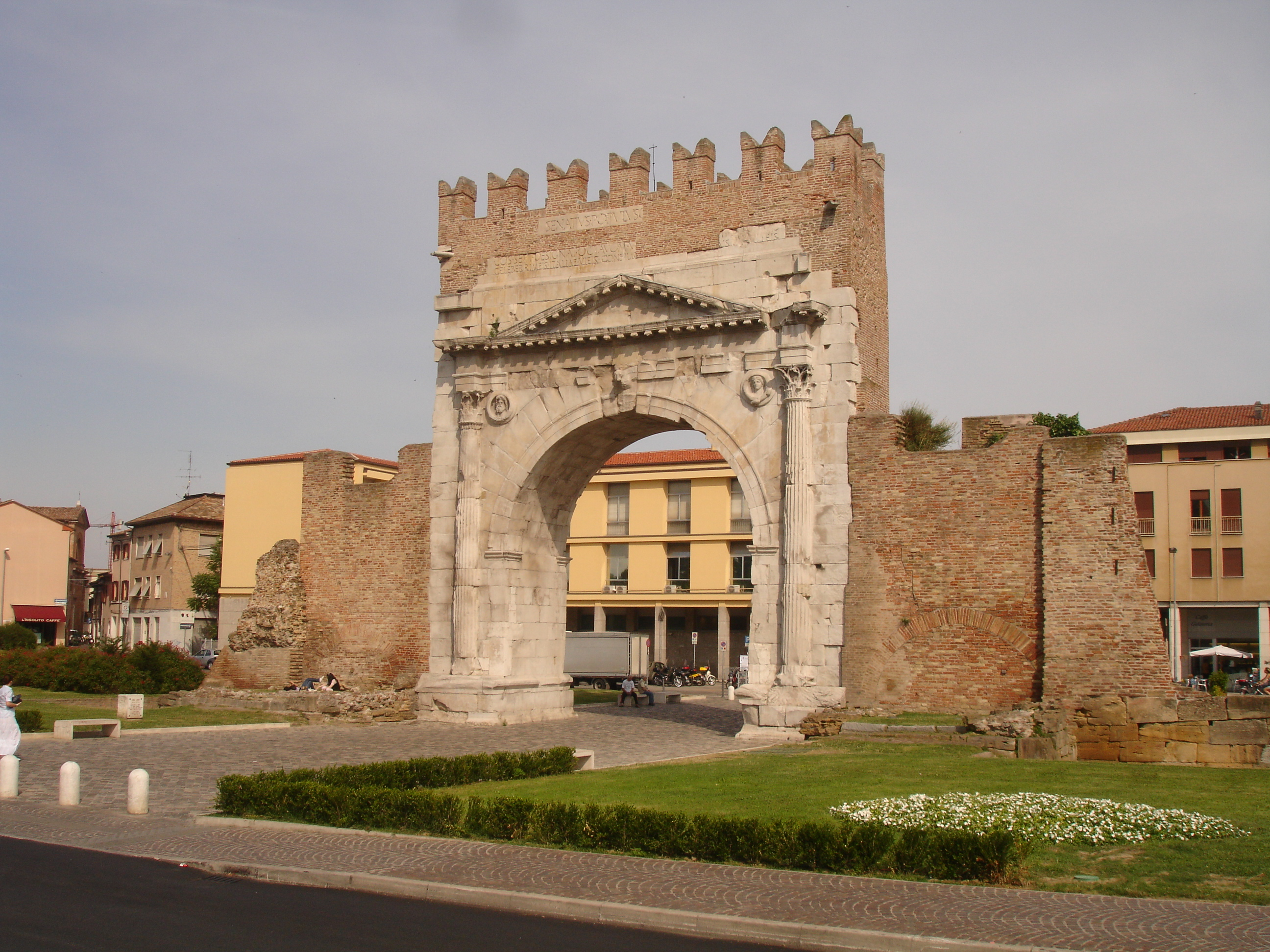
L'Arco d'Augusto di Rimini (I secolo d.C.), punto di partenza della Via Aemilia romana

Le maggiori città attraversate, di fondazione romana o rifondate dai Romani, dopo Rimini, sono: Acervolanum (Santarcangelo di Romagna), Sabinianum (Savignano sul Rubicone), dove era presente il ponte romano sul Rubicone, Cesena (Caesena), Forlimpopoli (Forum Popilii), Forlì (Forum Livii), Faenza (Faventia), Imola (Forum Cornelii), Claterna, Savenae (San Lazzaro di Savena), Bologna (Bononia, dove intersecava la via Flaminia militare), Unciola (Anzola dell'Emilia), Ad Medias (Crespellano), Forum Gallorum (Castelfranco Emilia), Modena (Mutina), Herberia (Rubiera), Reggio Emilia (Regium Lepidi), Taneto (Tannetum), Parma (Parma), dove era presente il ponte di Teodorico, Fidenza (Fidentia), dove era presente il ponte romano di Fidenza, Senum (Alseno), Florentia (Fiorenzuola d'Arda), Pons Nure (Pontenure) e Piacenza (Placentia).

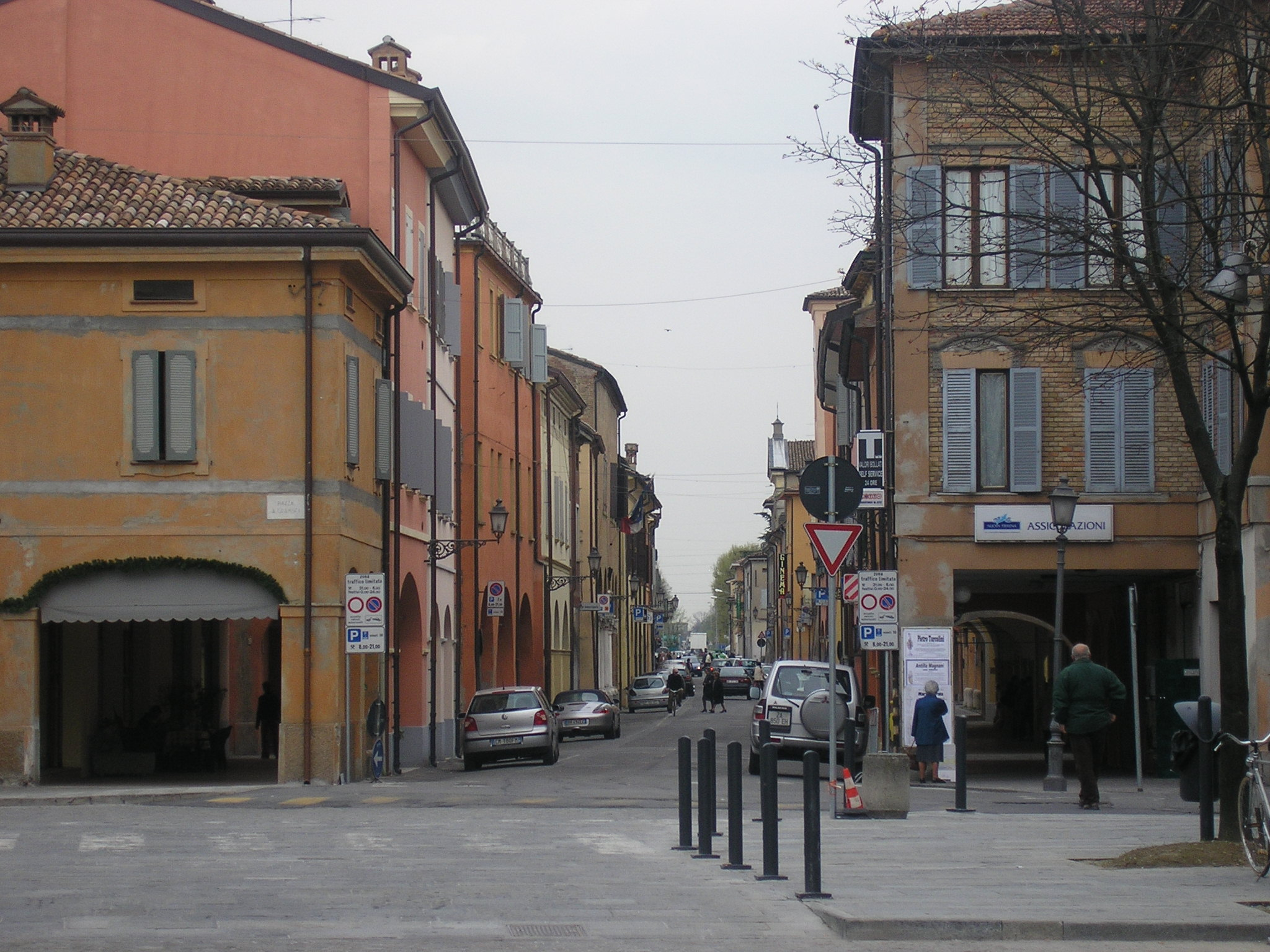
La via Emilia nei pressi della moderna Rubiera (RE).

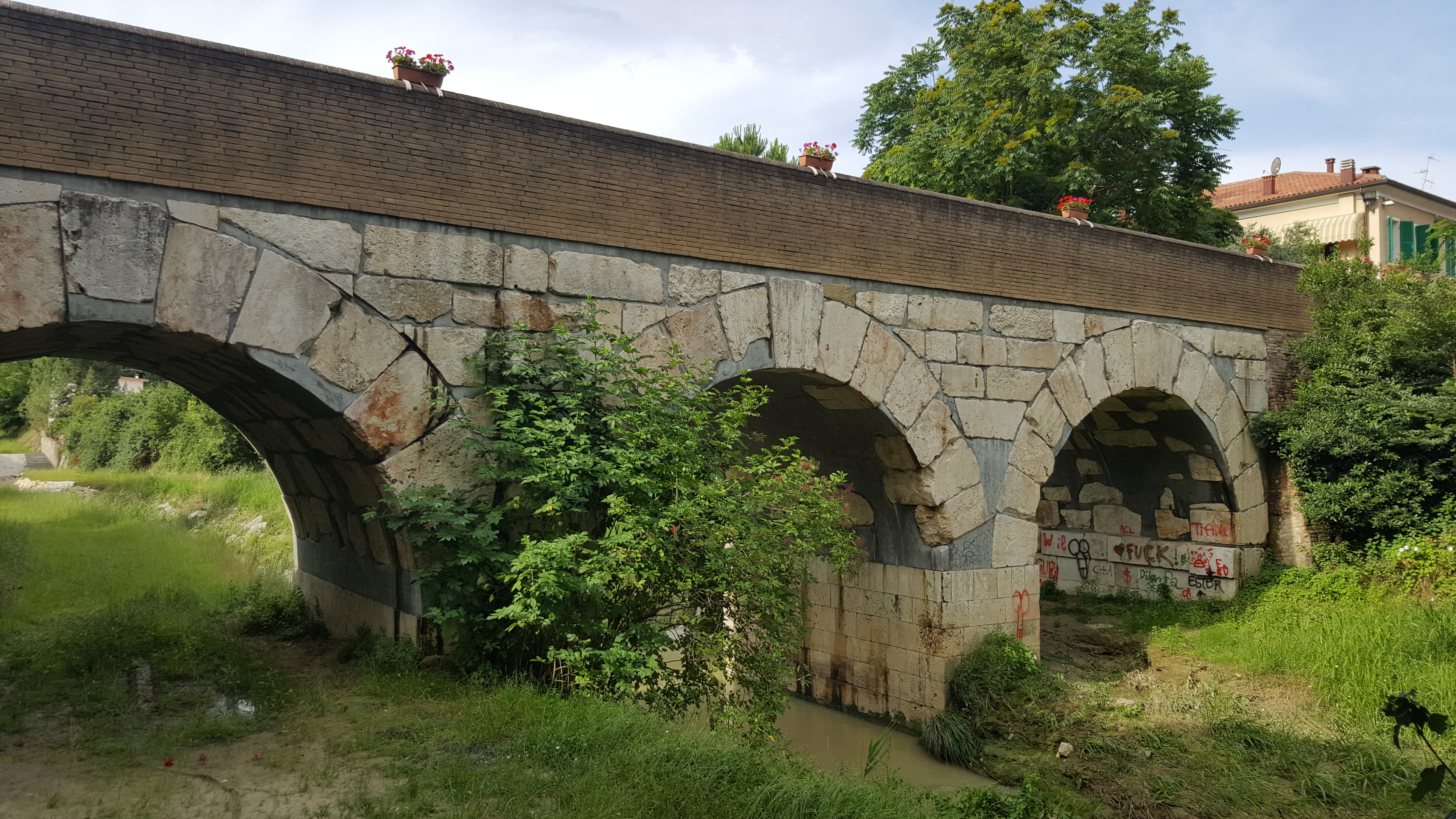
Il ponte romano sul Rubicone, che si trova a Savignano sul Rubicone (FC).

Col nome di via Emilia si indica ancora oggi l'arteria fondamentale della regione Emilia-Romagna, cioè l'attuale SS 9, il cui tracciato ha costituito un riferimento anche per le successive infrastrutture viarie: quasi parallele sono state infatti costruite le ferrovie Milano-Bologna e Bologna-Ancona nonché l'Autostrada del Sole e l'Autostrada Adriatica. A Forlì, durante i lavori per la realizzazione della circonvallazione, e a Reggio Emilia, durante degli scavi, sono stati rinvenuti resti dell'antica via romana.
Tra le infrastrutture che attraversava sono degne di nota il ponte di Tiberio di Rimini, il ponte di Teodorico di Parma e il ponte romano di Fidenza.

## Cosa rimane

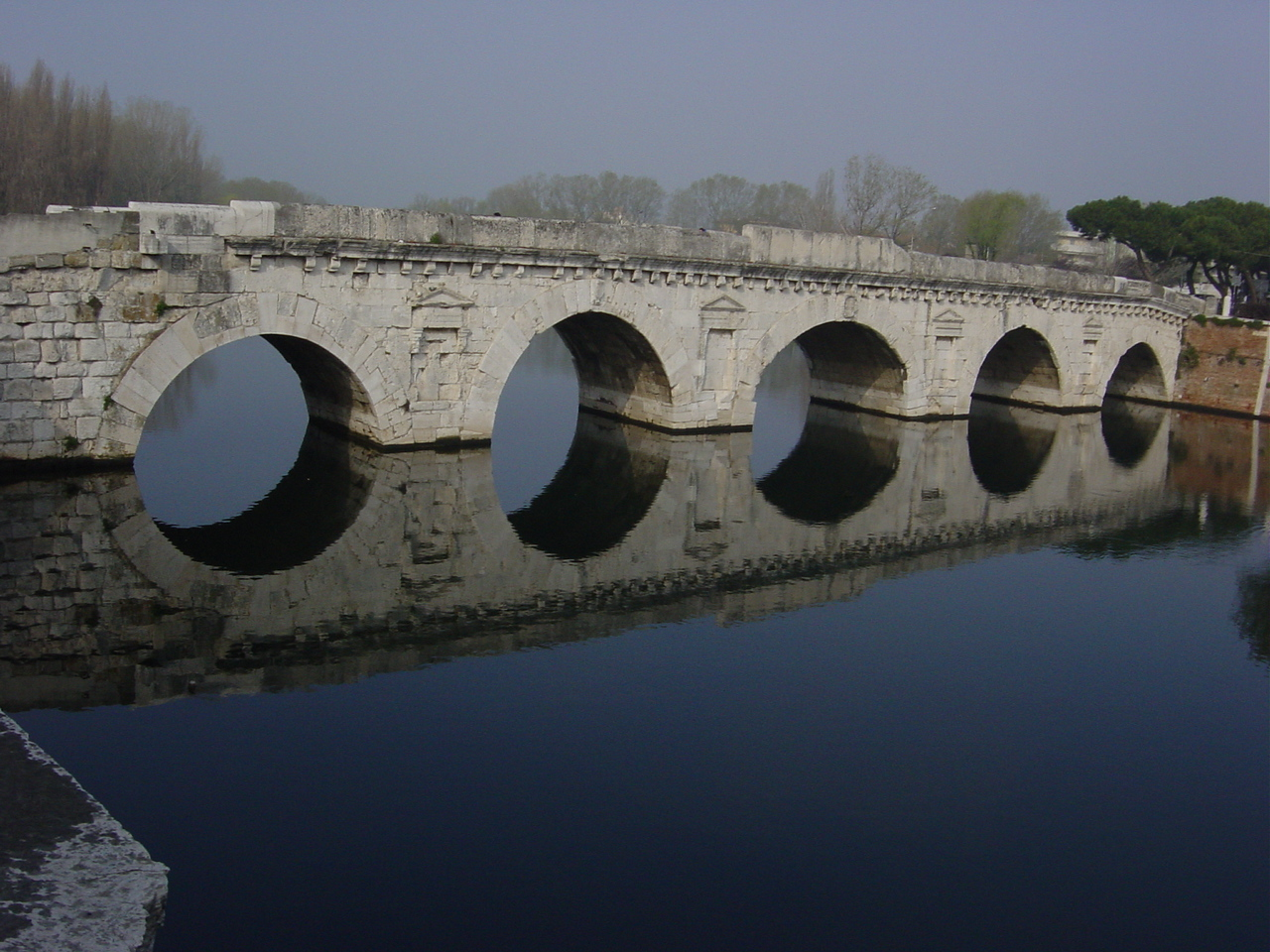
Il ponte di Tiberio sul fiume Marecchia a Rimini.

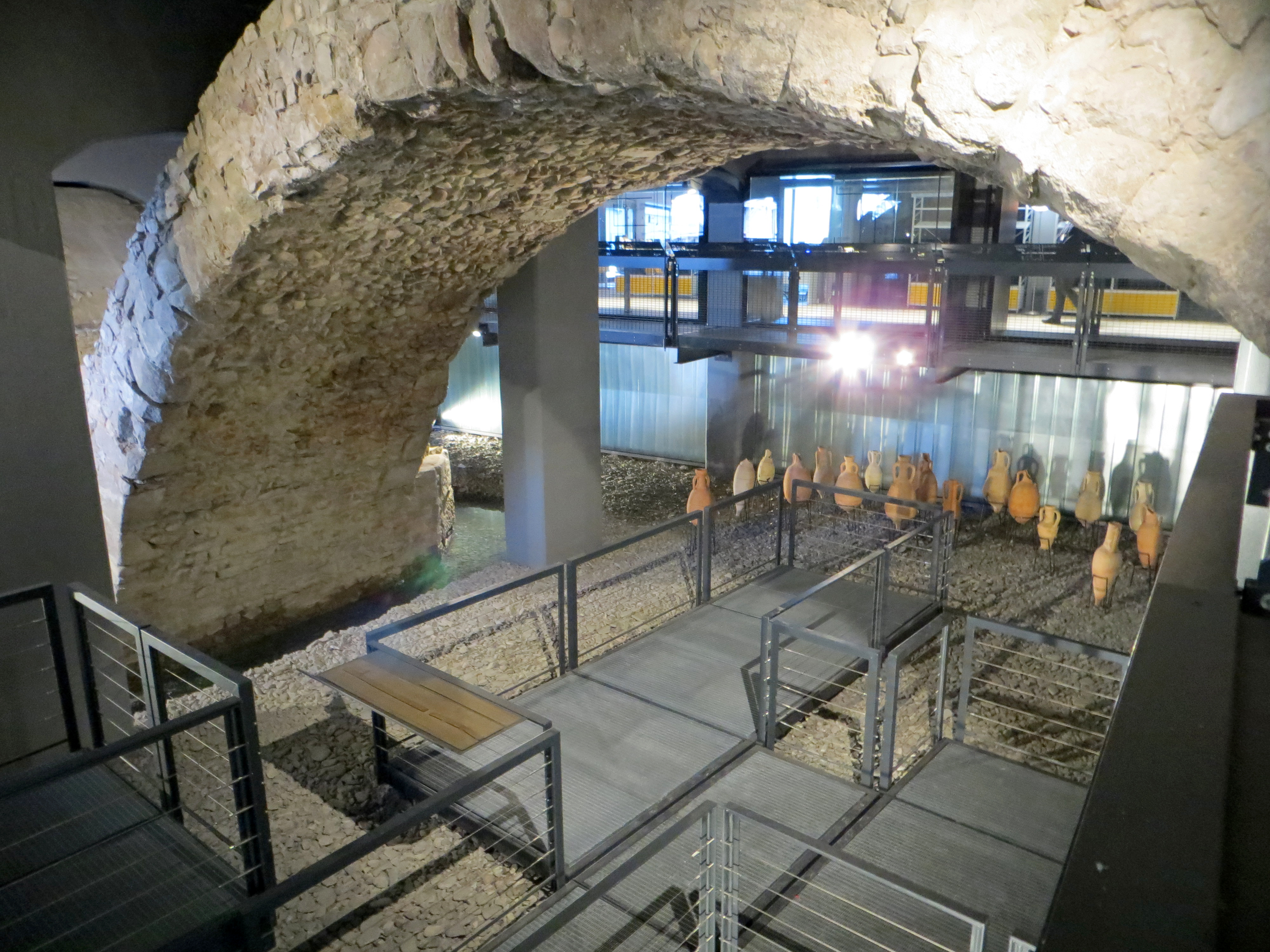
Il sottopasso di strada Mazzini a Parma con i resti del ponte di Teodorico.

- Resti della pavimentazione originale della via Emilia sono stati trovati a Reggio Emilia, a Faenza (visibili al piano interrato dell’ex albergo Corona in corso Mazzini) e nel sito archeologico di Claterna (BO).
- A Rimini, il punto di partenza della via Emilia, che corrisponde al primo ponte della strada e che è chiamato ponte di Tiberio, esiste ancora oggi: è una struttura massiccia che attraversa il fiume Marecchia, iniziata dall'imperatore Augusto e completata dal suo successore Tiberio. Si possono ancora notare le iscrizioni gemelle di dedica ai commissionanti;
- A Bologna è stata trovata nel letto del fiume Reno la pietra miliare LXXVIII. Vi è registrata la ricostruzione compiuta da Augusto della Via, nel 2 a.C., da Rimini fino al fiume Trebbia; interventi sulla rete fognaria hanno fatto emergere nel maggio 2015 i resti della via Emilia sotto via Ugo Bassi[2]
- Alcuni resti del ponte della via Emilia sul Reno sono stati trovati nel 1890. La struttura era dotata di parapetti su ambo i lati, posti originariamente a 11,81 metri di distanza, in marmo rosso veronese. Si scoprì che il letto del fiume si era alzato di circa 6 metri a causa del crollo del ponte avvenuto nel IX secolo.[3]
- A Savignano è giunto sino a noi il ponte romano sul Rubicone è stato realizzato probabilmente da Augusto intorno al I secolo d.C., è successivo al celebre attraversamento del Rubicone compiuto dalla Legio XIII Gemina nel 49 a.C., prima del quale Cesare pare abbia esclamato alea iacta est ("il dado è tratto").
- Esistono i resti di altri antichi ponti romani sulla via Emilia, quali il ponte di Teodorico a Parma e il ponte romano di Fidenza. Nel primo caso i resti sono parzialmente visibili nel sottopasso di strada Mazzini, a fianco di piazza Ghiaia, nel secondo i frammentari resti sono visibili in piazza Grandi.

## Eredità storica

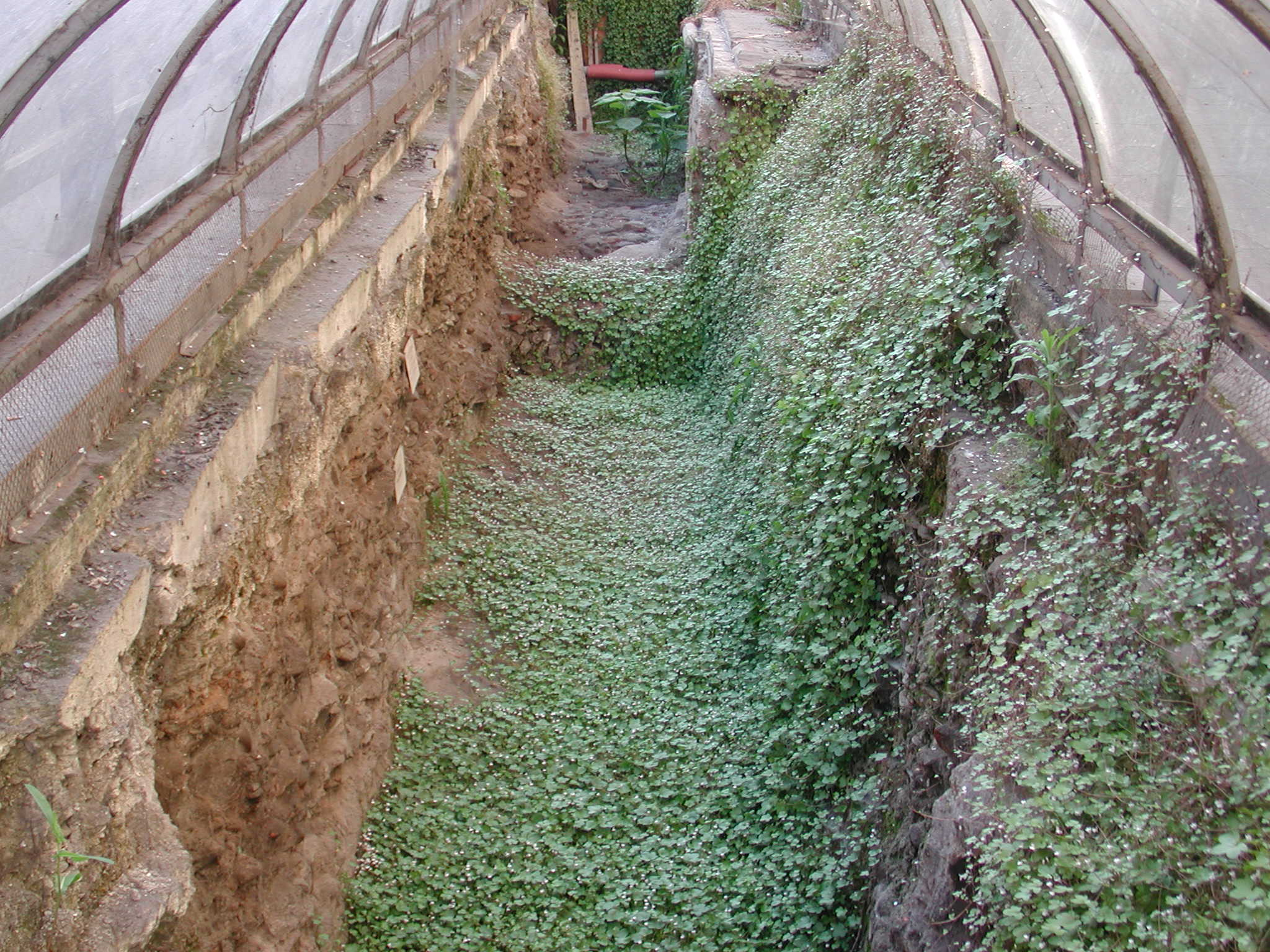
La strada romana sotto il livello attuale. Scavi a Reggio Emilia.

La costruzione della via Emilia segnò l'inizio della colonizzazione romana di massa della Pianura Padana. Il grande potenziale agricolo di questa regione la rese presto la zona più popolosa ed economicamente importante d'Italia, facendo passare in secondo piano l'Italia centrale, Roma e il sud. L'area rimane economicamente importante anche oggi. Durante il secondo triumvirato (44 a.C. - 30 a.C.), la romanizzazione di questo territorio, precedentemente celtico, fu così avanzata che la provincia della Gallia Cisalpina fu abolita e l'intero territorio venne incorporato nell'Italia.
Questa zona, prima della conquista romana, era popolata da diverse tribù galliche (le principali erano i Boi e i Senoni), che i romani avevano chiamato Gallia Cisalpina. Nel 7 a.C. circa, quando Augusto divise l'Italia in 11 distretti, l'area divenne l'ottava regione. Inizialmente ebbe il nome ufficiale di Padus (il fiume Po). Successivamente si affermò il nome «Aemilia». L'ottava regione romana comprendeva anche una parte che si estendeva a sud dell'Appennino fino quasi ad affacciarsi sul mare Tirreno. Il territorio a sud di Ariminum, invece, conservava il nome Ager Gallicus ed era annesso alla Regio VI (Umbria).

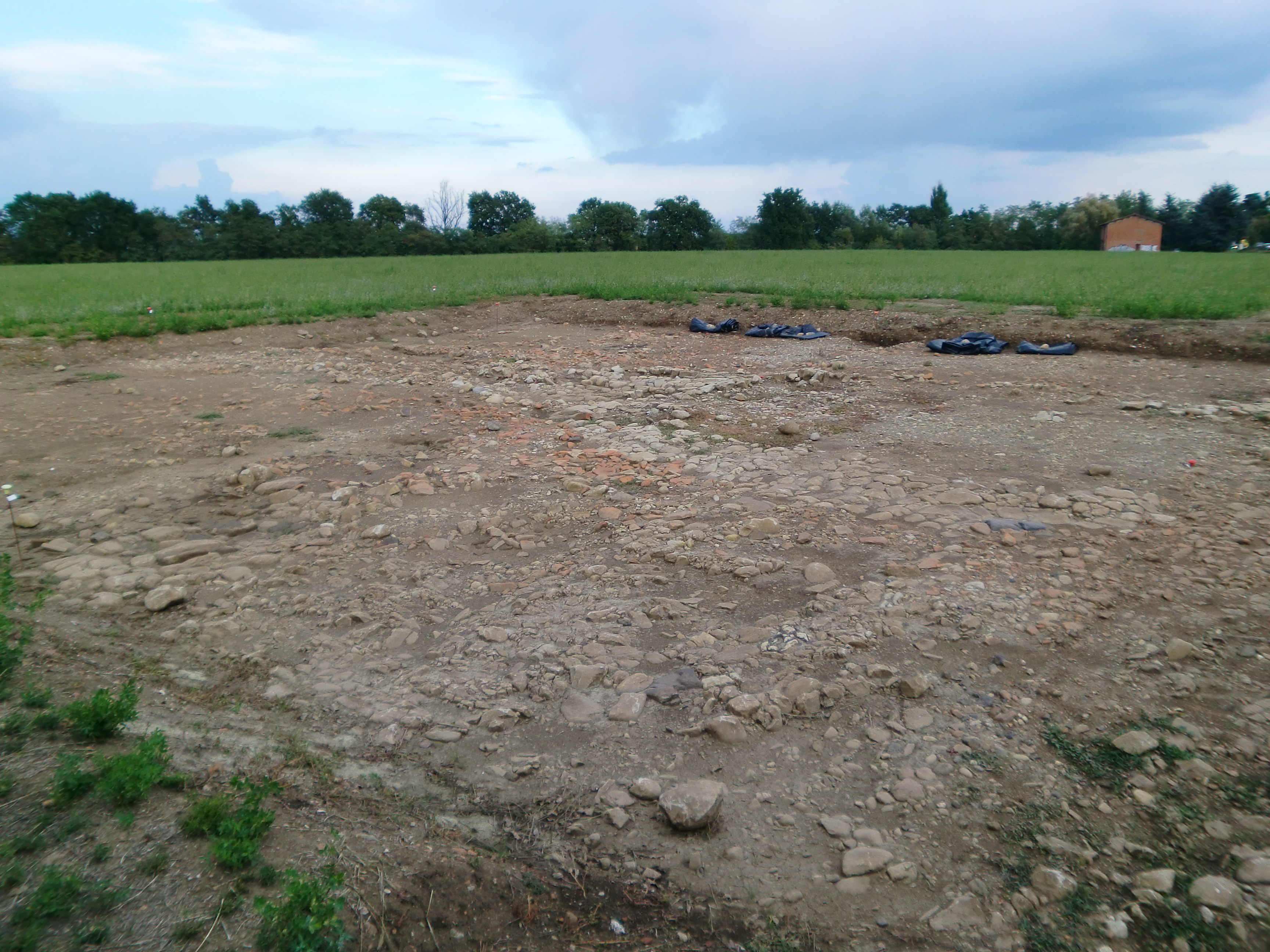
Pavimentazione della via Emilia presso Claterna

Con la riforma di Diocleziano (che per la prima volta suddivise l'Italia romana in province), alla fine del III secolo, l'Ager Gallicus fu accorpato alla nuova provincia Flaminia et Picenum.
Con la successiva riforma di Costantino fu creata una nuova provincia: «Emilia et Liguria», formata dalla fusione delle due province che la costituivano. Il territorio dipendente da Ravenna fu sottratto all'Emilia e divenne parte della Flaminia et Picenum.

Nell'Italia Annonaria sotto l'imperatore Teodosio, Aemilia indicava una regione che comprendeva la parte dell'attuale Piemonte sopra il Po nonché la pianura cispadana fino a Ravenna (esclusa).
Nell'Italia divisa tra Longobardi e Bizantini, questi ultimi crearono un'eparchia di nome Aemilia. Essa comprendeva i possedimenti bizantini nella parte centrale dell'Aemilia teodosiana, a cui si aggiungevano l'estremità sud-occidentale della Venezia (Cremona e zone limitrofe) e l'estremità sud-orientale della Liguria (con Lodi Vecchio).
Il nome Emilia scomparve con la fine del dominio bizantino sulla pianura padana. Inoltre, dal IX secolo, la parte orientale della regione iniziò a chiamarsi Romània e poi definitivamente Romagna.
Nel 1796 l'esercito francese rivoluzionario occupò il Nord Italia. L'esercito fu riorganizzato su base regionale. Alle truppe di stanza nella pianura cispadana fu dato il nome Esercito dell'Emilia. Il nome "Emilia" ricomparve dopo un oblio di oltre mille anni. Tale denominazione durò fino al Congresso di Vienna (1814).

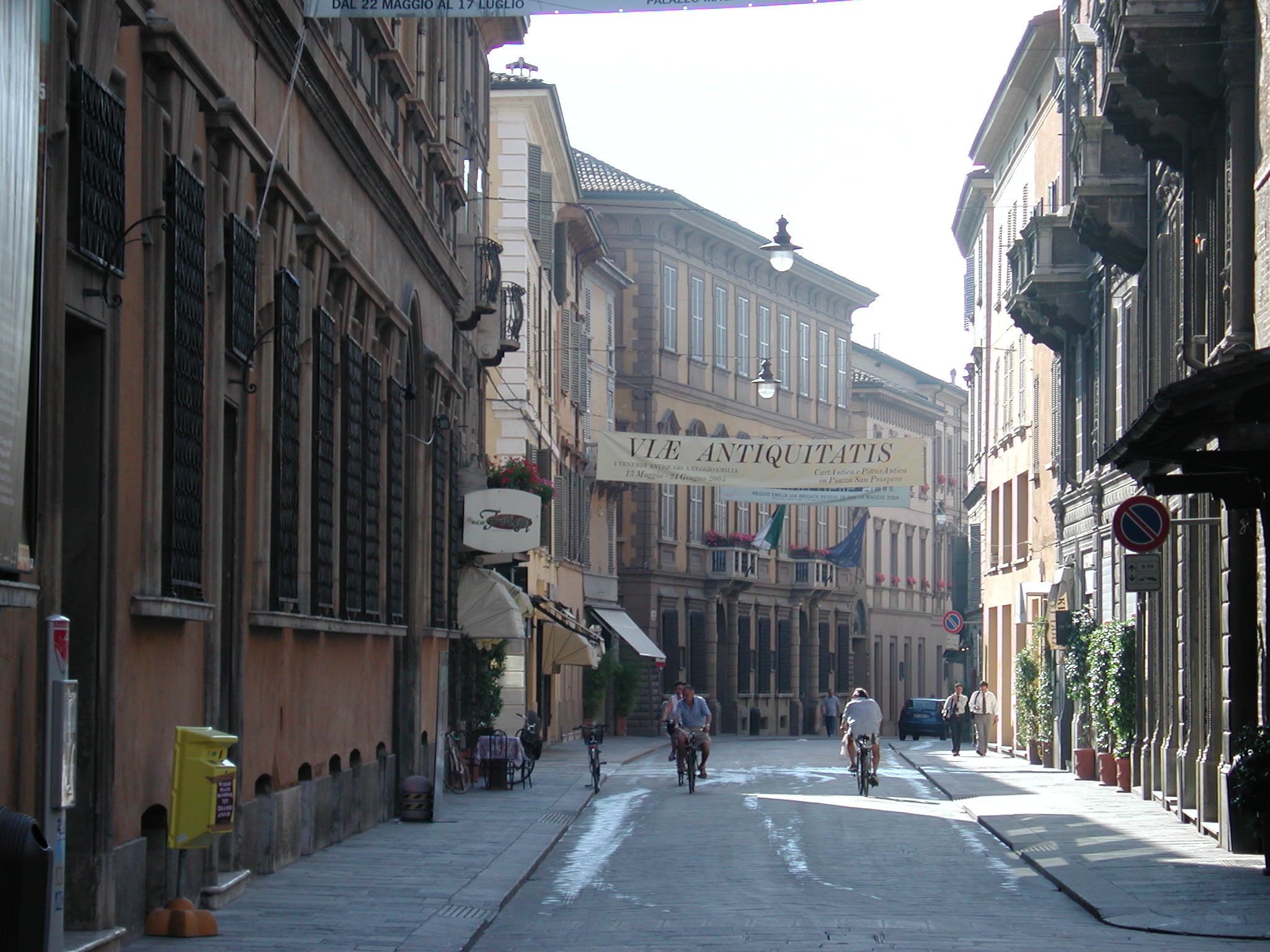
La via Emilia oggi nel centro della moderna Reggio nell'Emilia

Il nome fu ripreso durante il Risorgimento. In virtù del decreto emanato nel dicembre 1859 dal governo provvisorio delle Romagne, il nome "Emilia", per la prima volta, indicò la regione da Piacenza a Rimini includendo i territori a sud di Rimini fino al confine con il Pesarese e con l'esclusione dei territori oltre lo spartiacque appenninico verso il mare Tirreno.
Dal 1º gennaio 1948, giorno di entrata in vigore della Costituzione della Repubblica Italiana, tale regione è denominata ufficialmente Emilia-Romagna.

## Città fortificate
Percorrendo oggi la via Emilia da Rimini a Bologna, si incontrano numerosi centri urbani (Rimini, Cesena, Forlimpopoli, Forlì, Faenza, Castelbolognese, Imola, Castel San Pietro Terme, Bologna) nei quali si conservano ancora oggi mura, torrioni, porte e rocche. Si tratta di un articolato sistema difensivo costruito per volontà delle potenti famiglie che governavano a vario titolo sui territori attraversati dalla via Emilia fra il XIII e il XVI secolo.
Tali costruzioni recuperavano, ampliavano e rinforzavano spesso vestigia difensive più antiche (alto-medievali e bizantine) allo scopo di rendere le città maggiormente sicure nei confronti delle moderne armi da fuoco. Tali costruzioni hanno ridisegnato l'aspetto dei borghi e collegano idealmente in un itinerario tematico lungo la via Emilia le caratteristiche urbane di molte città.